# Arrigo
Arrigo est un prénom masculin italien dérivé du latin Arrigus et apparenté à Henri. Ce prénom peut désigner :

## Prénom
- Arrigo Barnabé (en) (né en 1951), musicien et acteur brésilien
- Arrigo Boito (1842-1918), compositeur et romancier italien
- Arrigo Boldrini (en) (1915-2008), homme politique résistant italien
- Arrigo da Campione (1220-c. 1270), sculpteur et architecte italien
- Arrigo Cervetto (en) (1927-1995), homme politique et révolutionnaire italien
- Arrigo Colonna (Xe siècle), VIe comte de Corse
- Arrigo Fiammingo (c. 1530-1597), peintre flamand
- Arrigo Frusta (1875-1965), scénariste et réalisateur italien
- Arrigo Levi (1926-2020), journaliste et essayiste italien
- Arrigo Licinio (c. 1512-c. 1551), peintre italien
- Arrigo Lora Totino (it) (1928-2016), artiste et poète italien
- Arrigo Minerbi (1881-1960), sculpteur italien
- Arrigo Padovan (né en 1927), coureur cycliste italien
- Arrigo Petacco (1929-2018), écrivain et historien italien
- Arrigo Remondini (1923-1981), motocycliste italien
- Arrigo della Rocca (mort en 1354), figure médiévale corse
- Arrigo Sacchi (né en 1946), entraîneur italien de football
- Arrigo Serpieri (1877-1960), économiste et homme politique italien
- Arrigo Testa (XIIIe siècle), poète italien